# Берньєр-сюр-Сен
Берньє́р-сюр-Сен (фр. Bernières-sur-Seine) — колишній муніципалітет у Франції, у регіоні Нормандія, департамент Ер. Населення — 328 осіб (2011).
Муніципалітет був розташований на відстані близько 85 км на північний захід від Парижа, 29 км на південний схід від Руана, 28 км на північний схід від Евре.

## Історія
До 2015 року муніципалітет перебував у складі регіону Верхня Нормандія. Від 1 січня 2016 року належав до нового об'єднаного регіону Нормандія.
1 січня 2017 року Берньєр-сюр-Сен, Тоні i Венабль було об'єднано в новий муніципалітет Ле-Труа-Лак.

## Демографія
Динаміка населення (INSEE ):
Розподіл населення за віком та статтю (2006):
| Стать | Всього | До 15 років | 15-24 | 25-44 | 45-64 | 65-85 | Понад 85 |
| --- | ------ | ----------- | ----- | ----- | ----- | ----- | -------- |
| Чоловіки | 152    | 31          | 26    | 31    | 52    | 12    | 0        |
| Жінки | 145    | 38          | 8     | 46    | 41    | 12    | 0        |
| \| Статево-вікова піраміда \| Статево-вікова піраміда \| Статево-вікова піраміда \| \| ----------------------- \| ----------------------- \| ----------------------- \| \| Чоловіки \| Вік \| Жінки \| \| 0 \| 85 + \| 0 \| \| 8 \| 80-84 \| 0 \| \| 0 \| 75-79 \| 8 \| \| 4 \| 70-74 \| 0 \| \| 0 \| 65-69 \| 4 \| \| 11 \| 60-64 \| 4 \| \| 15 \| 55-59 \| 15 \| \| 11 \| 50-54 \| 11 \| \| 15 \| 45-49 \| 11 \| \| 4 \| 40-44 \| 8 \| \| 8 \| 35-39 \| 19 \| \| 11 \| 30-34 \| 8 \| \| 8 \| 25-29 \| 11 \| \| 15 \| 20-24 \| 4 \| \| 11 \| 15-20 \| 4 \| \| 4 \| 10-14 \| 0 \| \| 8 \| 5-9 \| 15 \| \| 19 \| 0-4 \| 23 \| |        |             |       |       |       |       |          |
| Статево-вікова піраміда |        |             |       |       |       |       |          |
| Чоловіки | Вік    | Жінки       |       |       |       |       |          |
| 0 | 85 +   | 0           |       |       |       |       |          |
| 8 | 80-84  | 0           |       |       |       |       |          |
| 0 | 75-79  | 8           |       |       |       |       |          |
| 4 | 70-74  | 0           |       |       |       |       |          |
| 0 | 65-69  | 4           |       |       |       |       |          |
| 11 | 60-64  | 4           |       |       |       |       |          |
| 15 | 55-59  | 15          |       |       |       |       |          |
| 11 | 50-54  | 11          |       |       |       |       |          |
| 15 | 45-49  | 11          |       |       |       |       |          |
| 4 | 40-44  | 8           |       |       |       |       |          |
| 8 | 35-39  | 19          |       |       |       |       |          |
| 11 | 30-34  | 8           |       |       |       |       |          |
| 8 | 25-29  | 11          |       |       |       |       |          |
| 15 | 20-24  | 4           |       |       |       |       |          |
| 11 | 15-20  | 4           |       |       |       |       |          |
| 4 | 10-14  | 0           |       |       |       |       |          |
| 8 | 5-9    | 15          |       |       |       |       |          |
| 19 | 0-4    | 23          |       |       |       |       |          |

## Економіка
2010 року серед 220 осіб працездатного віку (15—64 років) 166 були активними, 54 — неактивними (показник активності 75,5%, у 1999 році було 78,4%). З 166 активних мешканців працювало 156 осіб (76 чоловіків та 80 жінок), безробітними було 10 (4 чоловіки та 6 жінок). Серед 54 неактивних 19 осіб було учнями чи студентами, 22 — пенсіонерами, 13 були неактивними з інших причин.

У 2010 році в муніципалітеті числилось 126 оподаткованих домогосподарств, у яких проживали 337,0 особи, медіана доходів виносила 21 286 євро на одного особоспоживача